# كاظمي (مقاطعة دلفان)
كاظمي (بالفارسية: کاظمی) هي قرية تقع في قسم ميربغ الجنوبي الريفي (مقاطعة دلفان) في إيران. يقدر عدد سكانها بـ 127 نسمة .